# ルリスズメダイ
ルリスズメダイ（瑠璃雀鯛、学名:Chrysiptera cyanea）は、スズキ目スズメダイ科の魚の一種。

## 形態
全長約6cm。メスのほうが小さい。名のとおり全身が鮮やかな瑠璃色をしている。雄は体だけでなく尾鰭も青いが、雌の尾鰭は透明であり、コバルトスズメダイという別種とされていたことがある。なお、観賞魚店ではいまでもルリスズメダイを「コバルトスズメダイ」とよんで販売しているところもある。また、インドネシアやオーストラリアでは尾鰭や腹鰭がオレンジ色になるカラーバリエーションも知られている。

## 分布域と生態
浅いサンゴ礁や岩礁、タイドプールなどにいる。本州ではあまり見られない。本州でよくみられる「青い魚」は本種ではなく、別の「ソラスズメダイ」である（よく、間違えられているが、尾が黄色であるのがソラスズメダイである)。九州においては、鹿児島県南さつま市から標本に基き初めて記録された。従来は福岡県からの記録もあったが、これはソラスズメダイの誤同定と考えられる。
沖縄ではタイドプールで普通に見られる。特に見られる種としては、本種と「ミヤコキセンスズメダイ」、「オヤビッチャ」、「ネズスズメダイ」が多い。

## 人間とのかかわり
鮮やかな青い体色から、「コバルトスズメ」と言う名称で観賞魚として親しまれている。海水魚としては古くから最もポピュラーで安価な部類であるが、成魚はテリトリー意識が強く攻撃的なために、ある程度の広い水槽でなければ複数匹の維持は難しい。とくに小型水槽では複数飼育してもペアしか生き残らない。
このほか、ダイビングなどではもっともよく観察される。沖縄では、サンゴ礁などでは主にデバスズメダイが多いがサンゴの根元や岩礁などでは本種が多い。潜ればどこでも見られる種である。
水族館でも多くの数が群れている様子が見られ、多数の個体が群泳する様子は綺麗である。他の種といっしょに群れているが、激しい喧嘩はしない。これは、隠れる場所が多く、また縄張りが作れないほどの数の魚が入っているからである。